# Château d’Elzenwalle
Le château d’Elzenwalle est un château situé à Voormezele, près d'Ypres, en Flandre-Occidentale (Belgique).
Détruit durant la Première Guerre mondiale, il est reconstruit selon les plans de l'architecte Ernest Blerot entre 1920 et 1929.

## Histoire
Lors des événements de la Première Guerre mondiale, le Château d'Elzenwalle occupait une place stratégique, près de Ypres. Il est tantôt occupé par les Allemands, tantôt occupé par les Alliés. La fille de l'architecte, Simone Blerot, avait alors 10 ans et elle nous raconte :
"Dans le château, il y avait les Allemands à l'étage et les Anglais dans les grandes caves où, enfant, nous jouions à cache-cache. Le soir, nous entendions les bombardements et des débris d'obus se trouvent encore dans les arbres de la propriété".
Contrainte et forcée, la famille doit quitter les lieux et du château il ne restera bientôt plus que des ruines. La famille de Gheus d'Elzenwalle demande alors à leur beau-fils, Ernest Blerot, de reconstruire le château. Il y parvient en utilisant du béton, peu courant à l'époque.
La famille d'Ernest y vivra quelques années, ainsi que Simone Blerot et ses enfants. Ensuite, le château est cédé à Monique Blerot qui le revendra en 2004 à un riche homme d'affaires, Paul Gheysens, grand promoteur immobilier de Belgique et propriétaire du Royal Antwerp Football Club. Il rénove entièrement le château, y réside (mais achète aussi le château Ertbrugge de Wijnegem ) et le revend quelques années plus tard[Quand ?].

## Description
Sa spécificité est que le matériau principal utilisé est le béton, fabriqué à partir des pierres de l'ancien château. Ernest avait dans l'idée d'intégrer le végétal à l'architecture, ce qui est le propre de l'art nouveau. Il souhaitait intégrer le château dans la végétation qui l'entourait afin que celui-ci se fonde dans la masse. À l'origine, des plantes grimpantes recouvraient les murs extérieur. À l'intérieur de la tourelle une éolienne était prévue, innovation pour l'époque, qui était censée alimenter tout le village en électricité; mais ce projet ne vit jamais le jour. Le château comprenait une installation de chauffage par le sol et les murs, ainsi que tout un système de recyclage des eaux usées.

## Source
Association Ernest Blerot, témoignage de Simone Blerot recueilli par les descendants de l'architecte.